# صفوف الرم

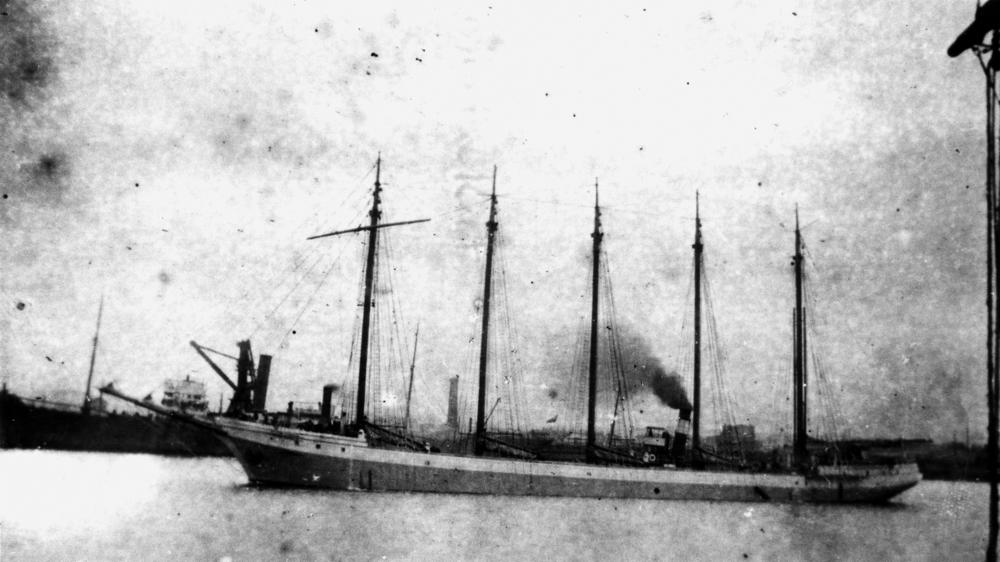
ساحل المحيط الهادئ سفينة رم

كان مصطلح صف الرم مصطلحًا يعود إلى حقبة الحظر (1920-1933) يشير إلى سلسلة من السفن المحملة بالخمور ترسو خارج الحدود البحرية للولايات المتحدة. هذه السفن سخرت من التعديل الثامن عشر من خلال هذا الهامش الصغير من الأمان. المشروبات الكحولية التي يبيعها المهربون في المنطقة لا تحتوي فقط على مشروب الروم ولكن جميع المشروبات الكحولية.[1]

## تهريب الرم
كان الحد البحري ثلاثة أميال قبل 21 أبريل 1924 و 12 ميلًا بعد ذلك. تم إنشاء هذه الخطوط بالقرب من الموانئ الأمريكية الرئيسية بحيث يمكن لسفن الرم تحميل شحنات المشروبات الكحولية من سفن الشحن هذه وتسللها إلى الميناء. تم الحصول على الشحنات من منطقة البحر الكاريبي وكندا، اللتين ألغتا سياسات الحظر الخاصة بهما في اللحظة التي بدأت فيها الولايات المتحدة سياساتها الخاصة.[1] حملت معظم السفن العلم البريطاني ولكنها كانت مسجلة بالفعل في كندا ومملوكة من قبل الكنديين الذين لديهم علاقات مع النقابات الأمريكية.[2]
غالبًا ما كانت المدن التي بها صفوف رم في فلوريدا في البداية وكان المنتج شرابًا من منطقة البحر الكاريبي. ومع ذلك، مع زيادة استيراد الويسكي من كندا، تم إنشاء صفوف الرم في مواقع على طول جميع السواحل في مواقع صف الروم البارزة في الولايات المتحدة بما في ذلك ساحل نيو جيرسي (الأكبر بكثير)، وسان فرانسيسكو، وفيرجينيا، وجالفستون، ونيو. أورليانز.[3][4] تم تسليم عشرين مدمرة تابعة للبحرية الأمريكية إلى خفر السواحل لمحاربة مهربي الرم.[5]
كانت الأعمال المربحة والخطيرة تتخللها جرائم قتل واختطاف وجرائم عنف أخرى. هناك روايات عن تاجر يوناني تحول إلى عداء الروم الذي تم ربطه بمرساة وألقى به طاقمه الذين أرادوا مشروب الرم لأنفسهم. كانت موظفة لدى الشركة البريطانية Haig and MacTavish Scotch Whisky واشتهرت ببيع المشروبات الكحولية في صف الروم بعد طردها من قبل منافسين من «ناسو».[6]

## الملاحظات
1. ↑  Burns, Eric (2004). The Spirits of America: A Social History of Alcohol. Philadelphia, PA: Temple University Press. pp. 215. ISBN 1592132146.
2. ↑  Schneider, Stephen (2009-12-09). Iced: The Story of Organized Crime in Canada. John Wiley & Sons. ISBN 9780470835005.
3. ↑  Coulombe (2005), pg. 219
4. ↑  Haley (2006), pg. 475
5. ↑  Austin C. Lescarboura (June 1926). "The battle of rum row". Popular Mechanics Jun 1926. Retrieved April 12, 2010.
6. ↑  Lawson, Ellen NicKenzie (2013). Smugglers, Bootleggers, and Scofflaws: Prohibition and New York City. Albany, NY: SUNY Press. p. 14. ISBN 9781438448169.